# Liu Yumei
Liu Yumei (chiń. 劉玉梅; pinyin Liú Yùméi; ur. 17 lipca 1961) – chińska piłkarka ręczna, medalistka olimpijska.
Uczestniczka Letnich Igrzysk Olimpijskich 1984, podczas których reprezentacja Chin zdobyła brązowy medal. Wystąpiła we wszystkich pięciu spotkaniach tego turnieju, w tym przeciwko Stanom Zjednoczonym, RFN, Korei Południowej, Austrii i Jugosławii.
Wzięła udział w mistrzostwach świata w 1986 roku, podczas których Chiny zajęły dziewiąte miejsce. Liu wystąpiła na tym turnieju wyłącznie w jednym spotkaniu.